# 九マイルは遠すぎる
『九マイルは遠すぎる』（英: The Nine Mile Walk）は、1947年にハリイ・ケメルマンが発表した短編推理小説。ケメルマンのデビュー作であり、もっとも有名な作品のひとつ。「安楽椅子探偵」ジャンルの代表例として知られている。

## 概要
ハリイ・ケメルマンはある朝、雨の中でハイキングを行ったボーイスカウトを労う記事を新聞で読んだ。当時、教師をしていたケメルマンは、その記事の見出し文を題材に、この文章から可能な推論を引き出すことを生徒に課題として与えた。しかしながら、この時は生徒から芳しい推論は返ってこなかった。ケメルマンはその後も、この文章の推論を練り、約14年後に短編小説に仕立て上げて、1947年に『エラリー・クイーンズ・ミステリ・マガジン』の短編小説コンテストへ応募し入選。
日本でも評価は高く、世界ミステリ全集（早川書房）に収録されたほか、ミステリ雑誌『EQ』（光文社）1999年7月号（休刊号）で行われた翻訳ミステリのオールタイム・ベストで第19位に選出されている。
2018年、早川書房ミステリフェアとして櫻井孝宏のオススメ5作品に本作が選ばれた。推薦コメントとして「 “何気ない一言”なんて存在しないのかもしれない」が用いられた。

## あらすじ
ニッキー・ウェルト教授は友人の「私」に、10語ないし12語からなる文章を作ってくれれば、思いもかけなかった論理的な推論を引き出してみせると言う。「私」は偶然心に浮かんだ、「9マイルもの道を歩くのは容易じゃない。まして雨の中となるとなおさらだ（A nine mile walk is no joke, especially in the rain）」という11語を述べる。ウェルトはこの文章に対して丁寧に推論を重ねて、出発地や時間帯、発話者の心理状態などを特定していき、ついにはある真相に到達する。

## 主な登場人物
私
物語の語り手。ニッキーの親友で同僚でもあったが、大学を辞めて郡検事になる。
ニッキー・ウェルト教授
本名、ニコラス・ウェルト（Nicholas Welt）。英文学教授。白髪で皺も多いため、40代後半の実年齢より老けてみられる。

## 書籍
日本語訳は永井淳、深町眞理子。
- ハヤカワ・ミステリマガジン 1968年1月号
- 世界ミステリ全集18「37の短篇」（1973年、早川書房）
- 九マイルは遠すぎる （1976年、ハヤカワ・ミステリ文庫） - ハリイ・ケメルマンの短編集
- 安楽椅子探偵傑作選 （1979年、講談社文庫、各務三郎編）

## 影響
本作にインスパイアされ、執筆された推理小説もある。
- 「麦酒の家の冒険」（1996年、西澤保彦） - 匠千暁シリーズの長編。
- 「九枚目は多すぎる」（2006年、北森鴻）
- 「心あたりのある者は」（2006年、米澤穂信）
- 「四分間では短すぎる」（2010年、有栖川有栖） - 本文中に本作への言及がある。
- 「十円玉が少なすぎる」（2016年、青崎有吾）
- 「九町は遠すぎる -八百屋お七異聞」（2017年、鯨統一郎） - 本作を収録した短編集『歴史はバーで作られる』冒頭には、本作中の台詞も引用されている。
- 『ロジカ・ドラマチカ』（2023年、古野まほろ）[4]
- 「占いの館へおいで」（2023年、阿津川辰海）